# Пловдивски държавен университет
 Тази статия е за несъществуващото в първоначалния си вид висше училище.  За днешния Университет вижте Пловдивски университет.  
Пловдивският държавен университет (съкратено ПДУ) е бивше висше училище в Пловдив, България.
С постановление на Министерския съвет от 31 юли 1945 г. е открит Държавен университет в Пловдив, който включва в състава си Агрономо-лесовъден факултет и Медицински факултет. Редовните учебни занятия започват в края на ноември същата година.
През 1950 г. университетът се разделя на 2 самостоятелни висши училища:
- Медицинска академия и
- Висш селскостопански институт - от него се отделя като самостоятелен Висшият институт по хранителна и вкусова промишленост през 1953 г.